# Diable Koryto

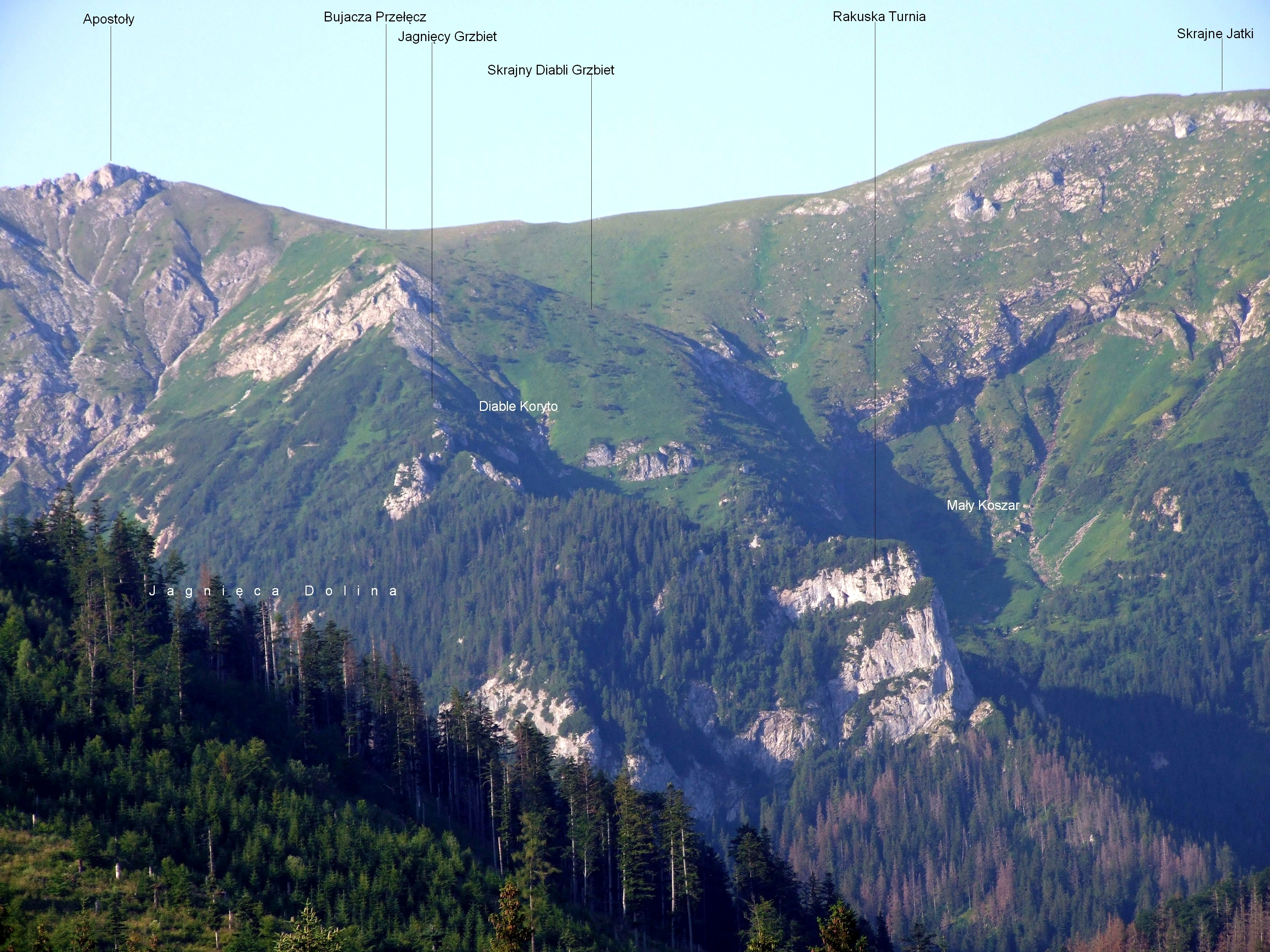
Widok ze Zdziaru

Diable Koryto (niem. Teufelmulde, słow. Diablovo koryto, węg. Ördög-teknő) – jedno z górnych pęter Doliny pod Koszary w słowackich Tatr Bielskich.
Północny grzbiet Bujaczego Wierchu zwany Jagnięcym Grzbietem rozgałęzia się na dwa ramiona tworzące ograniczenie Diablego Koryta;
- orograficznie prawe z Rakuską Turnia, będące głównym ciągiem Jagnięcego Grzbietu. Oddziela Diable Koryto od Doliny Jagnięcej;
- lewe o nazwie Skrajny Diabli Grzbiet. Oddziela Diable Koryto od Małego Koszara[2].

Jedno z górnych pięter Doliny pod Koszary dawniej nosiło nazwę Diabli Koszar i stąd pochodzą diable nazwy w tej dolinie. Diable Koryto to wielka V–kształtna depresja. Dołem porośnięta jest świerkowym lasem, w dużej części mającym charakter lasu pierwotnego, wyżej kosodrzewiną, a w górnej części jest trawiasta. W obydwu zboczach liczne skalne odsłonięcia. Dolną częścią koryta spływa niewielki strumyk, który po połączeniu się ze strumykiem z Wielkiego Koszary tworzy Tokarski Potok.
Ze Zdziaru dnem Doliny pod Koszary prowadzi droga do polany Wyżnia Kobylarka, wyżej ścieżka przez dolną część Diablego Koryta (poniżej Rakuskiej Turni) i Skrajny Diabli Grzbiet do Małego Koszaru. Jest też ścieżka dnem Diablego Koryta na Bujaczy Wierch. Dla turystów wstęp wzbroniony, Diable koryto znajduje się na obszarze Tatrzańskiego Parku Narodowego i dodatkowo jest obszarem ochrony ścisłej.